# وتمور (کانزاس)
وتمور (به انگلیسی: Wetmore) شهری در ایالت کانزاس کشور ایالات متحده آمریکا است که جمعیت آن در سرشماری سال ۲۰۱۰ میلادی، ۳۶۸ نفر بوده‌است.